# Kostel Českobratrské církve evangelické (Nebužely)
Kostel Českobratrské církve evangelické byla sakrální stavba zbudovaná v Nebuželích, obci v okrese Mělník ve Středočeském kraji České republiky.

## Historie
Na území obce vznikl roku 1783 evangelický reformovaný sbor helvétského vyznání. Jeho prvním kazatelem se stal Samuel Kapossy. Po dvou letech se místní farníci rozhodli zbudovat kostel, k němuž 4. dubna 1785 položili základní kámen. Následující rok, 26. srpna 1786, stavbu kostela zbudované podle tolerančních pravidel otevírali. Když pak objekt po osmdesáti letech procházel v letech 1862 až 1864 opravou, byla k němu zbudována věž a do ní roku 1863 osazeny tři zvony. Při rekonstrukci došlo rovněž k přesunu vstupu do objektu do jeho průčelí, tedy ve směru od silnice, jež je kolem kostela vedena.
Od roku 1905 působila v nedalekém Mšeně kazatelská stanice patřící do správy nebuželského sboru. O osmnáct let později (1923) se ve Mšeně ustavil samostatný sbor a roku 1988 se naopak z dosavadního sboru v Nebuželích stala kazatelská stanice sboru ve Mšeně. Téhož roku (1988) sbor nebuželský kostel prodal a stal se z něj depozitář Regionálního muzea Mělník.
Objekt kostela, fary, márnice i hřbitova je od 31. prosince 1966 chráněn coby nemovitá kulturní památka České republiky.

## Popis kostela
Objekt stojí v severovýchodní části obce. Vlastní stavba je postavena ve směru severovýchod–jihozápad, kolmo ke zdejší silnici. Má podobu jednolodního kostela zbudovaného v barokním slohu doplněného výraznou hranolovou věží postavenou v novorománském stylu nad středem průčelí objektu. V jeho sousedství se nachází patrová budova fary, dále márnice a celý areál je obehnán ohradní zdí s branami.
Uvnitř kostela se podél jedno z delších stěn nacházela kazatelna spolu se stolem Páně, které ze zbylých tří stran obklopovaly lavice pro účastníky bohoslužeb.

## Hřbitov

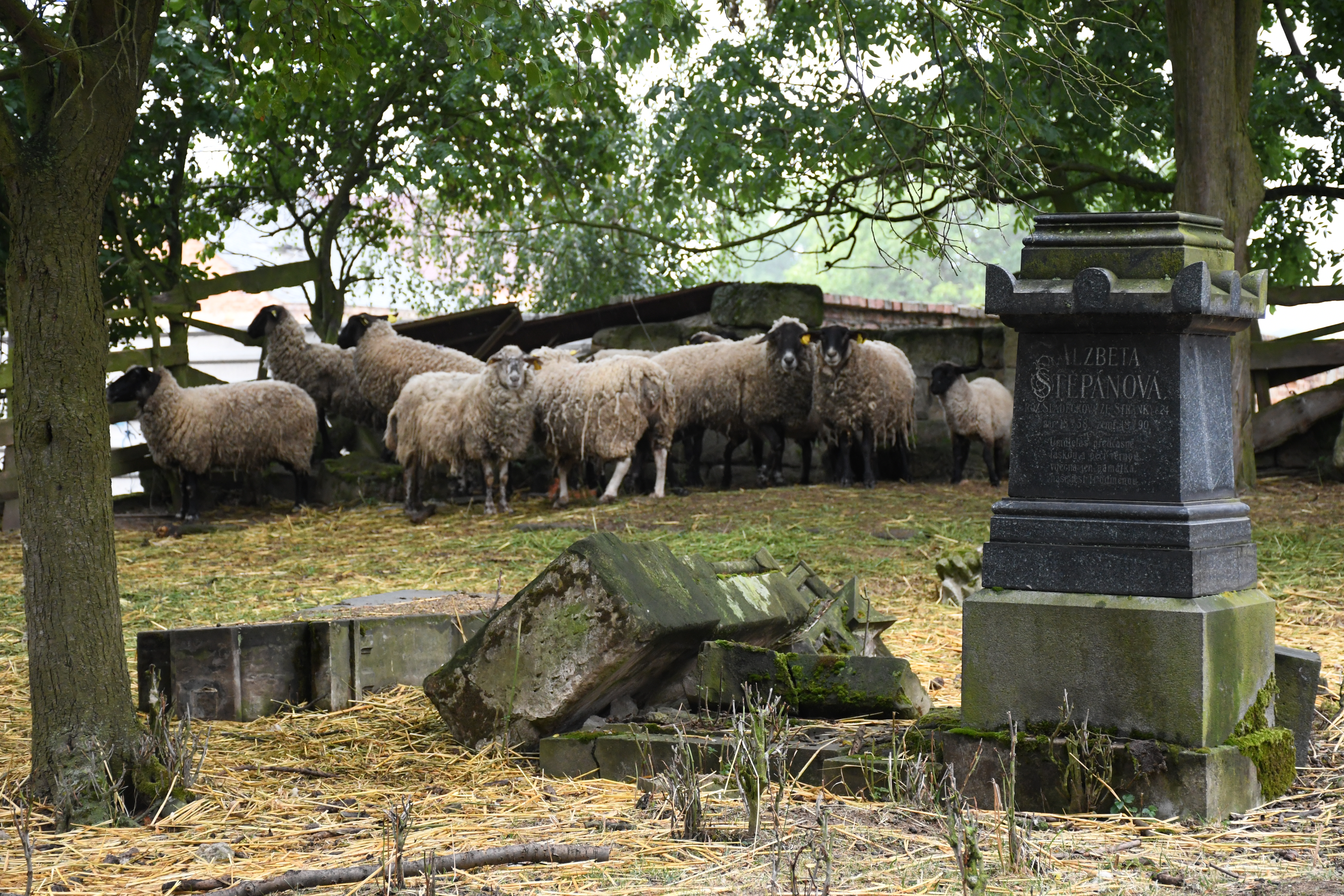
Evangelický hřbitov v Nebuželích (2018)

V roce 2000 byly ze zdejšího evangelického hřbitova u bývalého kostela přeneseny náhrobky a ostatky Jánose Végha, jeho manželky Judit a evangelických tolerančních farářů maďarského původu Eduarda Molnára a Mojžíše z Tardy. Na žádost maďarských evangelíků byly hroby přemístěny k evangelickému kostelu v Libiši.